# Võ Cường
Võ Cường là một phường thuộc tỉnh Bắc Ninh, Việt Nam.

## Địa lý
Phường Võ Cường có vị trí địa lý:
- Phía đông giáp phường Vũ Ninh
- Phía tây giáp các xã Tiên Du và Liên Bão
- Phía nam giáp các phường Nam Sơn và Hạp Lĩnh
- Phía bắc giáp phường Kinh Bắc và xã Tam Đa.

Phường Võ Cường có diện tích 18,08 km², dân số 67.255 người, mật độ dân số đạt 3.719 người/km².

## Hành chính
Phường Võ Cường được chia thành 5 khu phố: Hòa Đình, Bồ Sơn, Khả Lễ, Xuân Ổ A, Xuân Ổ B.

## Lịch sử
Võ Cường là vùng đất cổ, theo các tư liệu lịch sử, cách đây khoảng 3000 - 3500 năm, nơi đây đã có các nhóm dân Lạc Việt sinh sống. Lúc bấy giờ cảnh quan thiên nhiên của vùng đất này còn hoang so, rậm rạp. Hướng Đông Nam có ngọn núi Sẻ, núi Bồ, có dòng sông cổ Tiêu Tương chảy qua với nhiều huyền tích, huyền thoại kỳ thú.
Các cuộc thăm dò, khai quật khảo cổ học vào những năm 1970 của thế kỷ XX, tại cánh đồng Thùng Lò, Chùa Lái (Xuân ổ A) đã phát hiện được những di chỉ khảo cổ, nơi cư trú của người Việt xưa với nhiều dấu tích, di vật quý giá. Tại địa điểm này, các nhà khảo cổ học thuộc Trường Đại học Tổng hợp Hà Nội (nay là Trường Đại học khoa học xã hội và nhân văn) đã tìm thấy nhiều loại đồ đá như: Rìu, bôn đá, bàn mài đá, vòng trang sức,... với nhiều loại hoa văn khác nhau. Các di chỉ này được xác định là thuộc văn hóa Đông Sơn, có niên đại khoảng 3000 - 3500 năm.
Phường Võ Cường (trước đây là xã Võ Cường), trước Cách mạng Tháng Tám 1945 được gọi là vùng đất ba huyện, nằm trên địa bàn tiếp giáp của 3 Huyện Võ Giàng, Tiên Du, Yên Phong, gồm 3 cụm dân cư: Hòa Đình, Bồ Sơn, Xuân Ổ.
- Khu Hòa Đình (nhất xã nhất thôn): còn có tên nôm là làng Nhồi - Phố Nhồi, (hay Lỗi Đình - Nay là khu Hòa Đình), tiếp giáp với Thành cổ Bắc Ninh, nơi đóng các cơ quan đầu não của thực dân phong kiến trước đây.
- Khu Xuân Ổ (nhất xã nhị thôn): Có tên nôm là làng Ó, bao gồm 2 thôn là: Ưng (Ó Chợ) và Trà (Ó Chè), nay gọi là khu Xuân ổ A và Xuân Ổ B. Làng Xuân ổ xưa được gọi là Ma Ổ Trang, là vùng quê có nhiều dâu gai và quạ, vì thế có tên nôm là Ó, sau này đổi thành Xuân Ổ.
- Khu Bồ Sơn (trước đây gọi là Bò Sơn) (Làng Bò) thôn này nằm ở ven núi Bồ. Nay là khu Bồ Sơn.
- Khu Khả Lễ (trước đây gọi là Làng Sẻ) vì nằm ở ven núi Sẻ. Nay là khu Khả Lễ.
Sau Cách mạng Tháng Tám 1945, Nước Việt Nam dân chủ cộng hòa ra đời, đã xóa bỏ cấp Tổng, xã Hòa Đình và Bồ Sơn thuộc huyện Võ Giàng, xã Xuân Ổ sáp nhập với Dương Ổ thành xã Xuân Dương thuộc huyện Yên Phong.
Năm 1948, xã Võ Cường được thành lập, bao gồm 5 thôn là: Hòa Đình, Bồ Sơn, Khả Lễ, Xuân Ổ A, Xuân Ổ B thuộc huyện Võ Giàng.
Cuối năm 1949, thị xã Bắc Ninh được tái lập, xã Võ Cường là một trong 8 đơn vị hành chính cơ sở của thị xã Bắc Ninh.
Tháng 10 năm 1957, xã Võ Cường lại chuyển về huyện Võ Giàng.
Tháng 5 năm 1961, xã Võ Cường được chuyển về huyện Tiên Du.
Ngày 27 tháng 10 năm 1962, Quốc hội kháo II ra Nghị quyết hợp nhất hai tỉnh Bắc Ninh và Bắc Giang thành tỉnh Hà Bắc.
Năm 1963, hai huyện Từ Sơn và Tiên Du sáp nhập thành huyện Tiên Sơn, xã Võ Cường thuộc huyện Tiên Sơn, tỉnh Hà Bắc.
Tháng 6 năm 1985 theo Quyết định của Thủ tướng Chính phủ, xã Võ Cường lại tách khỏi huyện Tiên Sơn về thị xã Bắc Ninh.
Ngày 6 tháng 11 năm 1997, tại kỳ họp thứ 10, Quốc hội khóa IX đã ra Quyết định phê chuẩn việc tái lập hai tỉnh Bắc Ninh và Bắc Giang, xã Võ Cường thuộc thị xã Bắc Ninh, tỉnh Bắc Ninh.
Ngày 26 tháng 1 năm 2006, xã Võ Cường thuộc thành phố Bắc Ninh mới thành lập.
Ngày 9 tháng 4 năm 2007, Chính phủ ban hành Nghị định 60/2007/NĐ-CP. Theo đó, thành lập phường Võ Cường trên cơ sở toàn bộ 795,36 ha diện tích tự nhiên và 14.998 người của xã Võ Cường.
Ngày 16 tháng 6 năm 2025, Ủy ban Thường vụ Quốc hội ban hành Nghị quyết số 1658/NQ-UBTVQH15 của UBTVQH về việc sắp xếp các đơn vị hành chính cấp xã của tỉnh Bắc Ninh năm 2025. Theo đó, sắp xếp toàn bộ diện tích tự nhiên, quy mô dân số của các phường Đại Phúc, Phong Khê và Võ Cường thành phường mới có tên gọi là phường Võ Cường.

## Địa chỉ trụ sở các cơ quan
- Trụ sở UBND phường: Số 99, đường Lê Thái Tổ, phường Võ Cường
- Trung tâm phục vụ hành chính công: Số 99, đường Lê Thái Tổ, phường Võ Cường
- Công an phường: Số 212, đường Nguyễn Văn Cừ, phường Võ Cường

## Kinh tế
Tại Phường Võ Cường, nhất là làng Hoà Đình (Làng Nhồi) nhân dân nổi tiếng với nghề trồng hoa,gieo, trồng các loại rau màu như; Bắp cải, xu hào, hành tây, cà chua,... với trình độ chuyên canh lâu năm, sản phẩm con giống, rau màu của Hoà Đình đã trở thành nổi tiếng và có tín nhiệm. Ngày nay, một số hộ gia đình đã chuyển sang làm đại lý thu mua các sản phẩm nông nghiệp xuất khẩu vào các tỉnh miền Trung, miền Nam, chợ Hoà Đình là trung tâm đầu mối lớn thu mua, vận chuyển hàng nông sản, ước tính trung bình mỗi ngày vận chuyển khoảng 500 tấn hàng, tạo công ăn việc làm cho hàng trăm lao động, dịch vụ thương mại, vận tải hàng hoá phát triển. Một số nông dân đã chuyển đổi mô hình kinh tế thành công là doanh nghiệp Trường Huệ, Tiếp Hiện, Xuân Tý,...
Làng Bồ Sơn trước kia có nghề trồng thuốc lào cũng là đặc sản kinh tế nổi tiếng trong vùng, cây thuốc lào được trồng vào vụ Đông Xuân. Ngày nay, kể từ khi tỉnh Bắc Ninh được tái lập, diện tích đất nông nghiệp của Bồ Sơn bị thu hẹp, hiện chỉ còn khoảng 10% nên nhân dân chủ yếu đã chuyển đổi nghề nghiệp sang kinh doanh dịch vụ, thương mại.
Làng Khả Lễ nổi tiếng với nghề trồng hoa, ươm con rau giống không những đáp ứng nhu cầu trong địa phương còn cung cấp cho các thị trường trong và ngoài tỉnh.
Làng Xuân Ổ A, Xuân Ổ B: Từ thời Hùng Vương dựng nước, các nhóm cư dân Lạc Việt sống ở khu vực Thùng Lò, Chùa Lái đã biết trồng dâu, dệt vải. Tại các điểm khai quật khảo cổ (năm 1976) người ta đã tìm thấy 3 đôi xe chỉ bằng đất nung. Đó là những bằng chứng xác thực về sự tồn tại của nghề trồng dâu, nuôi tằm, dệt vải của người Xuân ổ xưa. Theo truyền thuyết, vào đầu thời Trần có người con gái họ Lý gọi Huệ Nương về nương náu tại làng Ó. Bà dạy dân Ma ổ khai phá ruộng nương, trồng dâu, nuôi tằm dệt vải lụa. Về sau bà Huệ Nương sinh được một người con gái gọi là Quý Minh, lớn lên Quý Minh trỏ thành cô gái giỏi giang, tinh thông võ nghệ. Hai mẹ con Bà đã tận tình giúp đỡ dân làng, mở mang nghề trồng dâu, nuôi tằm dệt vải, những cô gái Xuân Ổ sau này đã dệt nên những tấm vải lụa đẹp nổi tiếng trong vùng. Ca dao xứ Bắc đã từng nhắc đến:
Lụa thời Nội Duệ - Lũng Giang 

Một làng Xuân Ổ thanh lương tiếng đời.
Đồng thời Xuân Ổ cũng là vựa lúa lớn của phường Võ Cường, ngoài ra nhân dân còn có nhiều nghề phụ cũng rất có tiếng như; thợ xây, thợ mộc và các nghề dân dụng.
Ở Phường Võ Cường có một số chợ nổi tiếng như chợ Nhồi (Hoà Đình), chợ Bồ Sơn, Chợ Ó (Xuân Ổ). Xuân Ổ trước đấy có chợ Âm dương rất nổi tiếng, người dân ở các nơi đến họp chợ vào buổi chiều tối, buôn bán nhiều thứ hàng hoá như vải lụa, giấy mã, gà đen,...

## Văn hoá
Võ Cường là vùng quê giàu truyền thống lịch sử văn hoá, một trung điểm của xứ Bắc ngàn năm văn hiến. Theo các nghiên cứu văn hoá, trên vùng đất Bắc Ninh - Bắc Giang xưa có 49 làng quan họ gốc, thì ở Võ Cường cả năm làng Hoà Đình, Bồ Sơn, Khả Lễ, Xuân ổ A, Xuân ổ B đều là làng quan họ gốc. Các hoạt động quan họ được duy trì và phát triển mạnh mẽ, hàng năm tham gia các cuộc thi do thành phố Bắc Ninh, tỉnh Bắc Ninh tổ chức đều giành các giải cao, không kém bất kì làng quan họ nào trong tỉnh. Đặc biệt các liền anh, liền chị làng Hoà Đình là những người khởi xướng đầu tiên việc hát quan họ qua điện thoại cho những người yêu mến quan họ, như anh hai Quyến, chị Hồng... 
Võ Cường là một vùng quê có lễ hội truyền thống rất phong phú và hấp dẫn. Hội Xuân ổ (Hội Ó) mở ngày 5 tháng Giêng. Hội Khả Lễ (Hội Sẻ) mở ngày 6 tháng Giêng. Hội Hoà Đình (Hội Nhồi) mở ngày 7 tháng Giêng, Hội Bồ Sơn (Hội Bò) mở ngày 9 tháng Giêng.
Hai làng Xuân ổ A, B thờ đức thánh Thiên Cang giúp Vua Hùng đánh giặc Ân. Bà Quý Minh, Tiền lộ tướng quân giúp nhà Trần phá giặc Nguyên Mông. Làng Hoà Đình thờ tướng quân Lê Phụng Hiểu, từng lập nhiều chiến công giúp nhà Lý. Làng Bồ Sơn thờ 3 vị Thành hoàng là: Quý Minh, Đình Đấng và Mỵ Nương từng giúp Vua Hùng đánh giặc Ân. Làng Khả Lễ thờ 3 vị Thành Hoàng làng là ông Nghiêm, ông Chính, ông Quảng có công đánh giặc thời Trần. Di tích lịch sử: Một số đình, đền của các làng đã được xếp hạng di tích; Đình, Đền Xuân ổ, Hoà Đình, Chùa Lương Xá, Chùa Lái. Trước đây chùa Bồ Sơn có mấy mươi gian, 10 mẫu ruộng, đến nay chùa đã được xây mới (năm 2011 đến 2013) trị giá gần mười tỷ đồng.Một số di tích được xây dựng vào thời Nguyễn ở Hoà Đình: Đàn xã tắc, Miếu hội đồng và Thành Hoàng, nay đã không còn nguyên vẹn do chiến tranh. Đình, chùa Hoà Đình đã được xây dựng lại mới (năm 2008 - 2009) trị giá hơn 6 tỷ đồng.

## Giao thông
Võ Cường hiện bao quanh bởi các con đường Quốc lộ 38 (Đường Nguyễn Trãi), Quốc lộ 1 mới (Cao tốc - Hà Nội - Lạng Sơn) và tỉnh lộ 295B (1A cũ - Đường Nguyễn Văn Cừ), đường sắt Hà Nội - Lạng Sơn.
Các tuyến đường nội thành: Nguyễn Cao, Hoàng Hoa Thám, Ngô Tất Tố, Nguyễn Quyền, Bình Than, Lý Anh Tông, Lý Thần Tông, Lê Thái Tổ...

## Giáo dục
Phường Võ Cường có 7 Trường phổ thông và mầm non công lập:
- Trường Tiểu học và Trung học cơ sở Hoàng Hoa Thám
- Trường Trung học cơ sở Võ Cường.
- Trường tiểu học Võ Cường 1.
- Trường tiểu học Võ Cường 2
- Trường tiểu học Võ Cường 3
- Trường Mầm non Võ Cường 1
- Trường mầm non Võ Cường 2.
- Trên địa bàn Phường có các Trường:

- Trường Đại học Đông Á
- Trường Đại học Dược (Đang xây dựng trong làng Đại học)
- Trường PTTH Nguyễn Du (Tư thục)
- Trường Quốc tế Kinh Bắc (Tư thục)
- Trường mầm non Sao Mai (Tư thục)
- Trường mầm non tư thục Hà Thành và một số lớp mẫu giáo tư thục độc lập.

## Y tế
Trạm y tế Phường Võ Cường được xây dựng mới, đạt chuẩn Quốc gia. Trên địa bàn có Bệnh viện đa khoa tỉnh Bắc Ninh nằm trên đường Nguyễn Trãi, khu Bồ Sơn.